# Walkin' My Baby Back Home
Walkin' My Baby Back Home (in italiano: Sto accompagnando la mia ragazza a casa) è una canzone popolare, in seguito divenuto uno standard jazz, composta da Fred E. Ahlert e Roy Turk nel 1930.
La prima registrazione risale al 9 novembre 1945 e fu realizzata da Jo Stafford e nel 1947 fu la volta di Harry Richman che la incise il 4 novembre del 1947. 
La versione di maggior successo tuttavia fu quella di Nat King Cole del 4 settembre del 1951 incisa per la Capitol Records che raggiunse l'8va posizione nel 1952.
Nel 1952 Johnnie Ray, con la sua versione raggiunse la 12ª posizione nella Official Singles Chart del Regno Unito.

## Testo e significato
Una coppia giovane hanno trascorso una serata insieme. Il protagonista è un ragazzo che racconta, che dopo essere stati fuori fino a tardi, si conclude con lui che la riaccompagna a casa. Durante il percorso, i due camminano a braccetto, intonano una canzone, lui recita una poesia. Poi camminano mano nella mano verso un barbecue, mangiano e poi riprendono il percorso per arrivare alla casa.
Si fermano per un po' e lei sorride e appoggia la testa sul petto. Quindi hanno iniziato ad accarezzarsi ed il ragazzo si ritrova il suo borotalco dappertutto sul gilet. Quindi si risistema e si scambiano un bacio e poi ripartono per la casa della ragazza.

## Altre versioni
- John Allred
- Paul Anka
- Ray Anthony
- Louis Armstrong
- Les Baxter
- Tex Beneke
- George Benson
- Ed Bickert
- Page Cavanaugh
- The Charleston Chasers
- Chas & Dave
- Maurice Chevalier
- Eri Chiemi
- Freddy Cole
- Natalie Cole
- Nat King Cole nel suo album Penthouse Serenade
- Bing Crosby
- Sammy Davis Jr.
- Craig Douglas
- Ronnie Dove
- Cliff "Ukulele Ike" Edwards
- Les Elgart and his Orchestra
- Lionel Ferbos
- Al Bowlly

- Ella Fitzgerald
- Tennessee Ernie Ford
- The Four Freshmen
- Judy Garland
- Fei Ge
- Stéphane Grappelli
- Lionel Hampton
- Annette Hanshaw
- Coleman Hawkins
- Dick Haymes
- Woody Herman
- Dan Hicks
- Earl Hines
- Art Hodes
- Laurence James
- Elliot Lawrence
- Gisele MacKenzie
- Dean Martin
- Billy May and his Orchestra
- Dave McKenna
- Van Morrison
- Lee Morse
- Ronald Muldrow
- Willie Nelson

- Joe Pass
- Ray Pennington
- Bent Persson
- Oscar Peterson
- John Pizzarelli
- Bill Ramsey
- Johnnie Ray
- Harry Richman
- Nelson Riddle
- Jimmy Roselli
- Tommy Sands
- Don Shirley
- Jo Stafford
- James Taylor
- Livingston Taylor
- Jerry Vale
- Leroy Vinnegar Sextet
- Washboard Rhythm Kings
- Ted Weems
- Faron Young
- Monica Zetterlund ("Sakta vi gå genom stan")
- Eva Dahlgren

## Nel cinema
Nel 1953 uscì l'omonimo film diretto da Lloyd Bacon, un musical con protagonisti Janet Leigh e Donald O'Connor, quest'ultimo eseguì un balletto su una versione strumentale.